# 평양청년회
평양청년회(平壤靑年會)는 일제강점기와 미군정기, 대한민국 초기에 활동한 시민단체였고, 해방 뒤에는 조선민주당 계열의 청년단체로 활동했다. 우파

## 개요
평양청년회는 1920년에 조직하여 활동하였지만 일제강점기에 잠시 와해되었다가 조선민주당이 광복 후 평안남도건국준비위원회와 평안남도인민정치위원회의 위원장을 맡아 신망이 높던 조만식(曺晩植)이 북한지역의 대표들과 함께 1945년 11월 3일 평양에서 결성하여, 창당과 동시에 당기관지인 ≪조선민주보 朝鮮民主報≫를 주간으로 발행하였다. 조선민주당은 만장일치로 조만식을 당수로 선출하였으며, 부당수에 이윤영(李允榮)·최용건(崔鏞健), 정치부장에 김책(金策)을 뽑았다.
이 밖에도 33명의 상무집행위원과 105명의 중앙집행위원, 그리고 8명의 감찰위원 등 중앙간부를 선출하였는데, 간부 중 최용건·김책 등은 김일성(金日成)이 정치적인 복선을 가지고 잠입시킨 것으로 알려지고 있다. 소련군정 당국의 박해를 받던 부당수인 이윤영을 비롯하여 우익측 간부들이 월남하여 1946년 4월 25일서울에 집결, 당재건에 나섬으로써 남한지역에서 조선민주당의 활동이 시작되었다. 이들은 당의 정신적 지주인 조만식을 계속 당수로 추대하였으며, 산하에 평안청년회를 조직, 월남한 청년들을 규합하였다.

## 활동
1920년 6월 평양청년회의 주체로 방정환을 초빙하여 <자아 각성과 청년의 단합(보전친목회 초대 강연회)>이라는 주제로 강연을 하였다.
1920년 8월 평양청년회 여자전도단을 조직하였던 권기옥(權基玉, 1903 ~ 1988)은 전국을 순회하며 강연을 하고 비밀공작을 전개하다가 일본 경찰에 발각, 그 해 목선을 타고 상해(上海)로 탈출하였다. 상해에 도착한 뒤 이승만(李承晩)·안창호(安昌浩) 등을 만나 대한민국임시정부에서 활동하였다.
그 뒤 일제강점기에 와해되었다가 1946년 조선민주당 당수 조만식이 연금되자 이윤영·한근조·김병연 등 조선민주당 간부들은 월남하였다. 월남한 조선민주당 간부들은 서울에 있던 북한 출신 월남 청년들을 모아서 '평양청년회'를 재조직하였다.
1947년 2월 당시 평양청년회는 다른 우익청년단체들과 함께, 이승만, 김구를 지지하였다.
이처럼 남한의 조선민주당은 평양청년회, 서북청년회 등으로 개칭하여 반공단체의 전위 역할을 하다가 1961년 5·16 군사 쿠데타로 해산되었다.

## 같이 보기
- 조만식
- 이승만
- 권기옥
- 백의사
- 서북청년회
- 조선민주당
- 조선민족청년단

## 참고 자료
- 「한국현대정치론」, 국군창설과 반란 및 숙군, 한배호 저, 오름(2000년, 282~286p)
- 「제노사이드」, 또 하나의 쟁점 지역과 민족, 최호근 저, 책세상(2005년, 402~404p)